# Linia kolejowa nr 209
Linia kolejowa nr 209 Kowalewo Pomorskie – Bydgoszcz Wschód – drugorzędna, częściowo zelektryfikowana, jednotorowa linia kolejowa (od km 69,509 znaczenia państwowego) w województwie kujawsko-pomorskim. Ruch pasażerski i towarowy odbywa się głównie na odcinku Bydgoszcz – Chełmża.

## Historia linii (XIX i XX wiek) i zawieszenie przewozów
Początki linii (między Fordonem a bydgoskim Dworcem Wschód) datuje się na 1 listopada 1885 r. Linię od Kowalewa Pomorskiego do Chełmży otwarto 1 lipca 1894 r., pomiędzy Chełmżą a Fordonem 25 października 1895 r., zaś między Brodnicą a Kowalewem Pomorskim 1 listopada 1900 r.
31 maja 1984 roku zelektryfikowano odcinek Bydgoszcz Wschód – Bydgoszcz Fordon.
Dawniej linia kolejowa rozpoczynała się na stacji Brodnica. W piątek 1 października 1999 zawieszono przewozy pasażerskie na odcinku od Brodnicy do Chełmży. Dzień wcześniej, w czwartek 30 września 1999, na odcinek Chełmża-Brodnica w pożegnalną trasę wyruszył skład z lokomotywą SM41.
Odcinek Brodnica – Kowalewo Pomorskie został zlikwidowany decyzją Ministra Infrastruktury z 7 września 2005, zaś w 2006 usunięty z ewidencji PKP PLK. Dodatkowo, trasa Kowalewo Pomorskie – Chełmża stała się wówczas nieprzejezdna ze względu na kradzież szyn.
W poniedziałek, 3 kwietnia 2000, zawieszono przewozy pasażerskie na odcinku od Bydgoszczy do Chełmży. Ostatni pociąg z Chełmży do Bydgoszczy ruszył wówczas w trasę w niedzielę 2 kwietnia 2000 o godzinie 17:42.

## Wydarzenia w czasie zawieszenia przewozów
Od 3 kwietnia 2000 do 14 grudnia 2003, a następnie od 5 stycznia do 1 maja 2004, na trasie od Bydgoszczy Głównej do stacji Bydgoszcz Fordon kursowały pociągi pasażerskie obsługiwane składami EN57 – elektryfikacja odcinka miała miejsce w maju 1984 r..
W maju 2001 trasą z Płocka do Unisławia (przez Brodnicę i Golub-Dobrzyń), w ramach imprezy „1000 km liniami towarowymi w Polsce”, przejechał pociąg prowadzony przez SM42. 15 lipca 2003 między Bydgoszczą a Brodnicą (przez Chełmżę) odbył się kurs szynobusu 215M-001 z cyklu „Szynobus dla gmin”. Z kolei 11 stycznia 2004 podczas 12. Finału WOŚP odbył się kurs szynobusu SA106 pomiędzy Kowalewem Pomorskim a Brodnicą.
Po nieco ponad 7 latach od likwidacji linii kolejowej do Chełmży, w sobotę 26 maja 2007, odbył się przejazd specjalny na trasie Bydgoszcz Główna – Chełmża – Toruń Wschodni, zorganizowany przez Urząd Marszałkowski w Toruniu przy współpracy z zakładami linii kolejowych w Bydgoszczy i Toruniu oraz Kujawsko-Pomorskim Zakładem Przewozów Regionalnych w Bydgoszczy.
W dniu 26 września 2009 roku odcinkiem Kowalewo Pomorskie – Golub-Dobrzyń przejechał pociąg turystyczny. Był to ostatni pociąg uruchomiony na tym odcinku.

## Reaktywacja linii na odcinku Bydgoszcz – Chełmża i pociągi turystyczne
W czwartek 13 listopada 2008 Przewozy Regionalne wznowiły ruch pociągów pasażerskich na trasie Bydgoszcz – Chełmża. Na całej wznowionej trasie cena biletów obliczana była według specjalnej taryfy relacyjnej. Dnia 12 grudnia 2010 linię kolejową do Chełmży przejęła Arriva RP i użytkuje ją do dziś.
Począwszy od kwietnia 2012 corocznie (wyjątkiem są lata 2018 i 2020-2022) organizowany jest przejazd zabytkowym parowozem Ol49, Pt47 lub Pm36 bądź lokomotywą SU45 pod nazwą „KO-PIERNIK” na trasie od dworca Toruń Miasto przez Chełmżę, Unisław i Bydgoszcz Główną z powrotem do Torunia (przez Solec Kujawski). Przejazd odbył się dotychczas kilkukrotnie.
W związku z planowanym przez Urząd Marszałkowski w Toruniu wznowieniem ruchu pasażerskiego (turystycznego i planowego) w sobotę 26 września 2009 odcinkiem Kowalewo Pomorskie – Golub-Dobrzyń (tam i z powrotem) przejechał pociąg turystyczny relacji Toruń Główny – Golub-Dobrzyń – Toruń Główny. W tej wycieczce wzięło udział łącznie 400 pasażerów.
W sobotę 17 kwietnia 2010 nieużywanym w ruchu pasażerskim odcinkiem Chełmża – Kowalewo Pomorskie (przez Mirakowo i Mlewiec) przejechał pociąg turystyczny relacji Toruń Główny – Chełmża – Kowalewo Pomorskie – Jabłonowo Pomorskie – Brodnica – Sierpc – Toruń Główny uruchomiony przez Stowarzyszenie Sympatyków Komunikacji Szynowej (SSKS) pod nazwą „Wokół Doliny Drwęcy”.
W 2019 przeprowadzono remont wiaduktów znajdujących się w Bydgoszczy nad ul. Kaliskiego i Brzechwy.
Między 13 grudnia 2020 a 17 stycznia 2021 ruch pociągów na trasie Bydgoszcz – Chełmża został zawieszony z powodu obostrzeń pandemicznych związanych z COVID-19 (od 3 stycznia 2021 kursowała autobusowa komunikacja zastępcza; autobusy początkowo nie zatrzymywały się na wysokości przystanków umiejscowionych na terenie Bydgoszczy). Dnia 18 stycznia 2021 pociągi wróciły na trasę. Od 10 marca 2024 pociągi kursują także w niedziele i święta.

## Plany rewitalizacji
W ciągu kilku kolejnych lat planowano rewitalizację linii kolejowej Toruń-Brodnica (jako linii turystycznej pod nazwą „Kujawsko-Pomorska Kolej Turystyczna”). W tym celu sprowadzono do lokomotywowni przy stacji PKP Toruń Kluczyki lokomotywy SM41-111 i Ol49-3 oraz cztery zabytkowe wagony. W następnej kolejności planowano odnowić dworce i zabudowania stacyjne na trasie od Torunia do Brodnicy (w tym m.in. zaadaptować na kawiarnię dworzec w Kowalewie Pomorskim, na hotel i restaurację dworzec w Golubiu-Dobrzyniu oraz na muzeum kolei dworzec we Wrockach). Prace nad rewitalizacją zawieszono w listopadzie 2012.

## Rozbiórka nieczynnego odcinka Brodnica – Kowalewo Pomorskie
Plany zostały zaniechane, a linia została przeznaczona do likwidacji. Zgodę na rozbiórkę torów pomiędzy Kowalewem Pomorskim a Brodnicą (50 kilometrów – przez Chełmoniec, Ostrowite, Golub-Dobrzyń, Gałczewko, Tokary, Wrocki, Kawki, Małki, Niewierz i Drużyny) wyraził 20 grudnia 2016 zarząd PKP SA. 30 stycznia 2017 PKP SA ogłosiły przetarg na sprzedaż złomu pochodzącego z rozbiórki linii na odcinku Kowalewo Pomorskie – Brodnica (przetarg wygrała firma RWS Cetus).
Głównym powodem takiej decyzji był nie najlepszy stan torów, ramp i peronów na tej trasie (tory miały dużo ubytków (w tym podkładek), były zdewastowane, zarośnięte i zniszczone), zaś infrastruktura wymagałaby dużych nakładów finansowych. Sama rozbiórka rozpoczęła się pod koniec marca 2017 i trwała 4 miesiące (do lipca 2017). 
Jeszcze w maju 2018 było możliwe przywrócenie przejezdności od Chełmży do Kowalewa Pomorskiego, jednakże żaden przewoźnik nie był wówczas zainteresowany obsługą tego odcinka.